# WHQL 테스팅
WHQL 테스팅(Windows Hardware Quality Labs Testing)은 서드파티 하드웨어나 소프트웨어에 대해 일련의 테스트를 수행하고 검토를 위해 이러한 테스트로부터 얻은 로그 파일을 마이크로스프트에 제출하는 일이 수반되는 마이크로소프트의 테스트 과정이다. 이 절차는 각기 다른 하드웨어나 각기 다른 마이크로소프트 윈도우 에디션 등 다양한 장비에서 마이크로소프트가 자체적인 테스트를 수행하는 것이 포함된다.

## 개요
WHQL 테스트를 통과한 제품은 하드웨어나 소프트웨어가 마이크로소프트의 호환성 보증에 따른 테스트 일부를 수행함을 인증하는 "Certified for Windows" 로고를 사용한다. 사용되는 실제 로고는 마이크로소프트 윈도우의 버전에 따라 다르다.
WHQL 테스트를 통과한 장치 드라이버의 경우 마이크로소프트는 디지털 서명된 인증 파일을 만든다.
2007년 6월 이후로 새로 생성된 것은 오디오 피델리티 테스트 장비 테스트의 요건(Audio Precision SYS-2722-A-M)이다.

## 같이 보기
- 윈도우 하드웨어 인증 키트